# Pilínkov
Pilínkov – część miasta ustawowego Liberec. Znajduje się w południowej części miasta. Zarejestrowanych jest tutaj 131 adresów i mieszka na stałe około 700 osób.